# Bunnings Warehouse
Bunnings Group Limited, hoạt động dưới tên Bunnings Warehouse hoặc Bunnings, là một chuỗi cửa hàng trang thiết bị gia đình và dụng cụ làm vườn của Úc. Chuỗi cửa hàng này đã thuộc sở hữu của Wesfarmers kể từ năm 1994 và có cửa hàng tại Úc và New Zealand.
Bunnings được thành lập tại Perth, Tây Úc vào năm 1886 bởi hai anh em Arthur và Robert Bunning, người di cư từ Anh. Ban đầu, đây là một công ty hạn chế tập trung vào việc chế biến gỗ, và sau đó trở thành một công ty niêm yết vào năm 1952 và mở rộng sang lĩnh vực bán lẻ, mua lại một số cửa hàng vật liệu xây dựng. Bunnings bắt đầu mở rộng vào các tiểu bang khác trong những năm 1990 và khai trương cửa hàng theo mô hình kho hàng đầu tiên tại Melbourne vào năm 1994. Đến năm 2022, chuỗi cửa hàng này đã có 381 cửa hàng và hơn 53.000 nhân viên.
Bunnings chiếm khoảng 50% thị phần trong thị trường vật liệu xây dựng tự sửa chữa (DIY) của Úc, cạnh tranh với các chuỗi cửa hàng như Mitre 10, Home Hardware và các nhà bán lẻ độc lập khác như Agora Marketplace và Total Tools trên khắp Úc.
Bunnings tổ chức các sự kiện cộng đồng ngoài trời hoặc tại cửa hàng của mình, bao gồm việc nướng xúc xích và các khóa học tự sửa chữa.
Michael Schneider được bổ nhiệm làm Giám đốc điều hành, Bunnings Group vào tháng 5 năm 2017 sau khi được bổ nhiệm làm Giám đốc điều hành, Bunnings Australia & New Zealand vào tháng 3 năm 2016. Trước đó, ông lãnh đạo các đội vận hành cửa hàng tại Bunnings Australia và New Zealand, sau khi gia nhập Bunnings vào năm 2005.

## Lịch sử

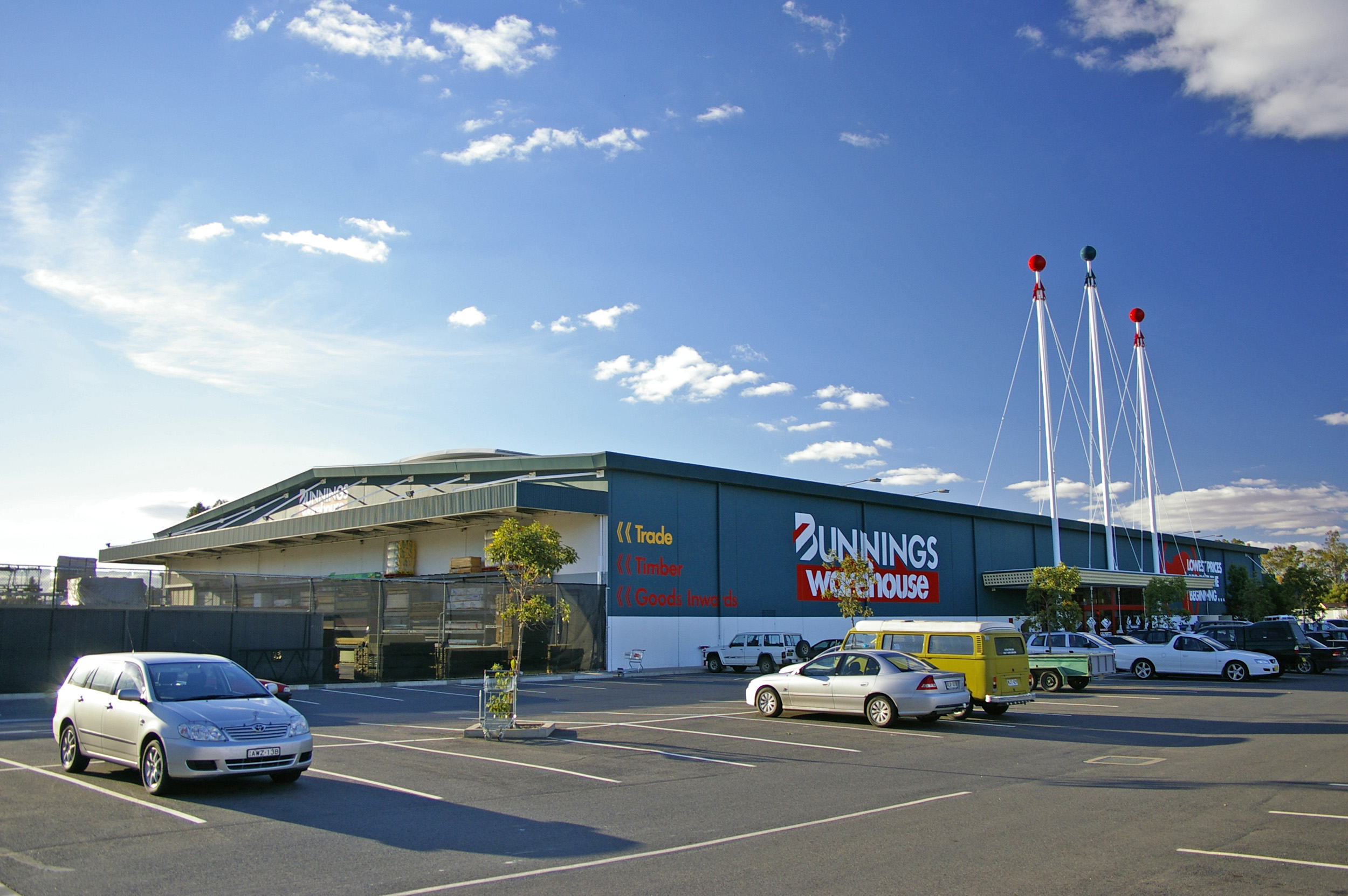
Cửa hàng Bunnings Warehouse tại Wagga Wagga. Là một cửa hàng trước đây thuộc sở hữu của Hardwarehouse, tòa nhà giữ nguyên các cột ba tầng được đặt những quả cầu màu sắc lên đầu.

### Lịch sử trước Wesfarmers
Năm 1886, hai anh em Arthur và Robert Bunning rời Luân Đôn để định cư tại Perth, và nhanh chóng giành được một hợp đồng xây dựng từ chính phủ, dẫn đến việc thành lập một nhóm công ty xây dựng sau này trở thành Bunning Bros Pty Ltd. Họ mua xưởng chế biến gỗ đầu tiên của mình vào năm sau tại miền nam Tây Úc, và trong những năm tiếp theo, họ tập trung nhiều hơn vào chế biến gỗ và phân phối gỗ hơn là xây dựng.
Công ty mở rộng hoạt động bằng cách mua thêm nhiều nhà máy mới trên khắp Tây Úc. Năm 1952, Bunnings trở thành một công ty niêm yết, mở rộng vào lĩnh vực bán lẻ và mua lại một số cửa hàng vật liệu xây dựng. Năm 1970, Bunnings mua các hoạt động buôn bán và chế biến gỗ của Hawker Siddeley. Năm 1983, họ mua lại Millars Timber & Trading Company và năm 1990, mua các hoạt động vật liệu xây dựng Alco Handyman. Vào năm 1993, Bunnings tiến hành mua lại một công ty đã điều hành các cửa hàng Harry's và Lloyd's ở Nam Úc, Campbell's ở Queensland và McEwans ở Victoria và New South Wales. Công ty này trước đây đã tách ra từ Harris Scarfe vào năm 1989. Tuy nhiên, sau đó Bunnings đã đóng cửa nhiều cửa hàng đã mua lại, chỉ giữ lại những cửa hàng có hiệu suất tốt nhất.

### Những năm 1990
Vào năm 1994, Wesfarmers mua lại toàn bộ Bunnings Limited. Vào cuối năm 1995, biểu tượng 'Red Hammer' được giới thiệu và hiện vẫn được sử dụng. Vào tháng 6 năm 1996, câu khẩu hiệu "Giá thấp nhất chỉ là khởi đầu" đã được đưa vào sử dụng. Tuy nhiên, vào tháng 2 năm 2020, công ty quyết định không sử dụng câu khẩu hiệu này nữa.
Sau khi được mua lại, cửa hàng Bunnings Warehouse đầu tiên được khai trương tại Sunshine, một khu vực ngoại ô của Melbourne, bởi Thủ tướng Victoria Jeff Kennett và Joe Boros, người là giám đốc điều hành của Bunnings. Sau đó, ba cửa hàng khác tại Melbourne cũng được mở trong thời gian ngắn. Kể từ đó, trung bình mỗi ba tháng lại có cửa hàng mới được mở khắp Úc. Việc mở rộng tại Sydney và Brisbane gặp khó khăn hơn do diện tích đất rộng trong khu vực đô thị hạn chế.
Năm 1997, các cửa hàng nhỏ hơn thuộc McEwans được đổi tên thành Bunnings.

### Những năm 2000

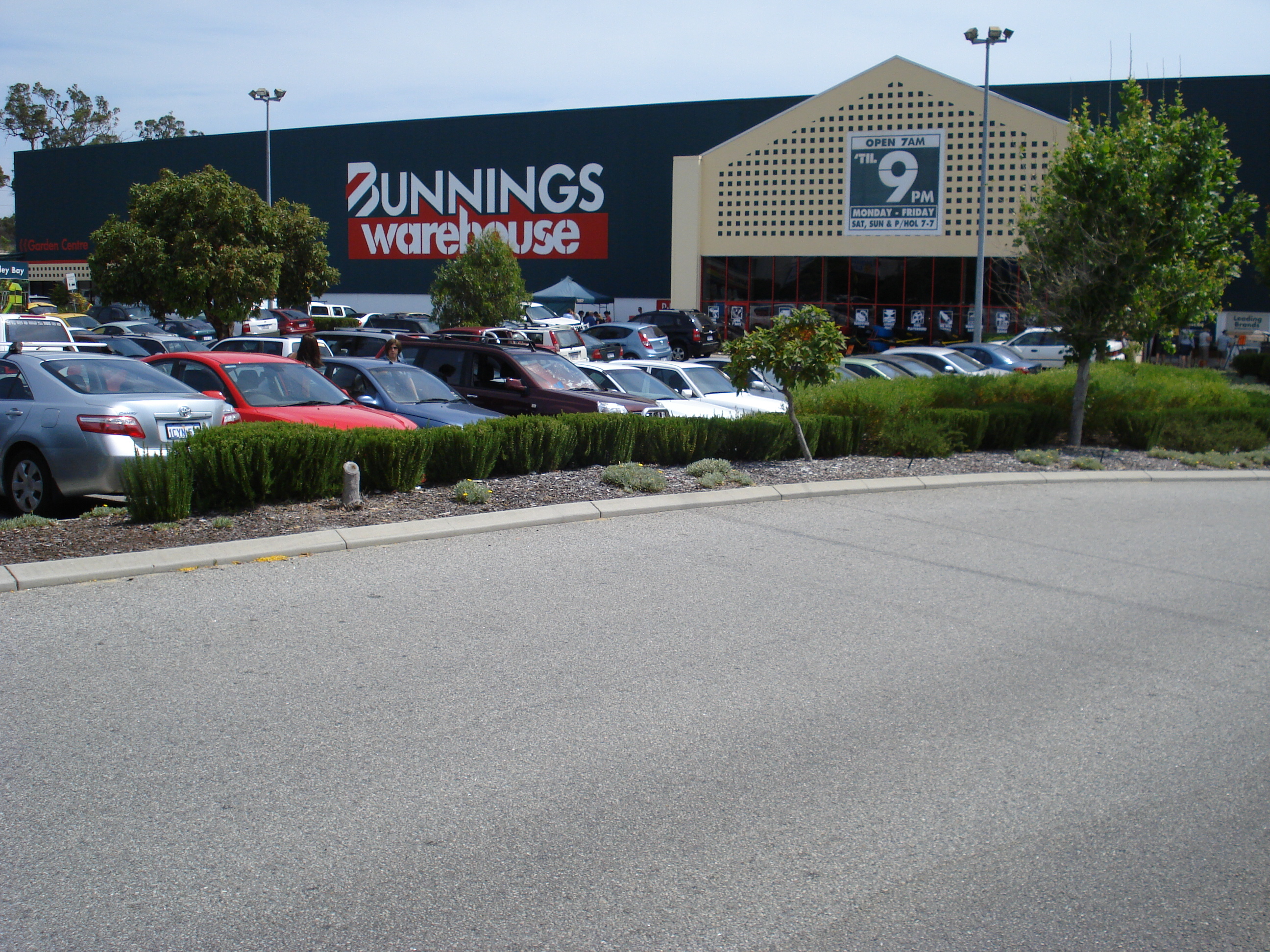
Cửa hàng Bunnings Warehouse ở Edgewater, Tây Úc

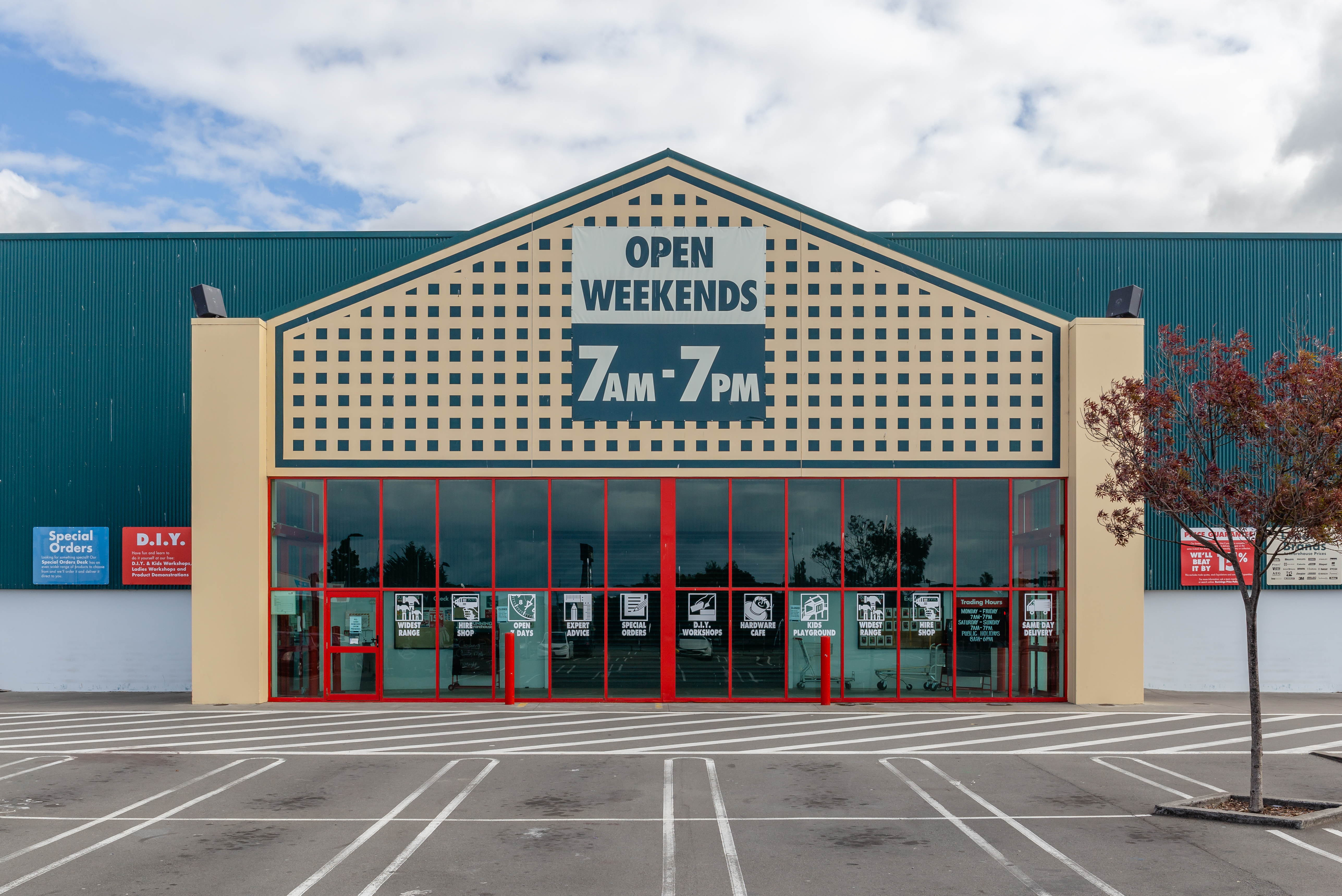
Bunnings Warehouse, Christchurch, New Zealand

Vào tháng 8 năm 2001, Wesfarmers mua lại Tập đoàn Howard Smith, bao gồm cả BBC Hardware và chi nhánh "big-box" Hardwarehouse (trước đây là Nock & Kirby). Việc này mở rộng mạng lưới của Bunnings bằng cách thêm nhiều cửa hàng, trong đó có nhiều cửa hàng lớn của Hardwarehouse ở Sydney, Brisbane và New Zealand. Bunnings đã trở thành người dẫn đầu thị trường ở Victoria và việc mua lại này giúp tăng thị phần của họ lên 13,5%.
Các cửa hàng Hardwarehouse và BBC Hardware tiếp tục sử dụng thương hiệu của mình trong một năm, và trong giai đoạn chuyển đổi này, quảng cáo trên truyền hình được gắn thẻ Bunnings Warehouse, Hardwarehouse và BBC Hardware. Các cửa hàng có doanh số bán hàng thấp đã đóng cửa, và vào năm 2002, các cửa hàng Hardwarehouse còn lại đã đổi tên thành Bunnings Warehouse.
Việc mua lại của Tập đoàn Howard Smith cũng bao gồm Benchmark Building Supplies, một chuỗi cửa hàng ở New Zealand với 32 cửa hàng, trong đó có 9 cửa hàng ở Auckland. Đến năm 2003, các cửa hàng này đã đóng cửa hoặc đổi tên thành Bunnings. Trước đó, Bunnings chỉ có ba cửa hàng ở New Zealand. Đến năm 2008, họ đã có 14 cửa hàng kho lớn ở quốc gia này.
Từ năm 2004 đến năm 2008, Bunnings đã mua lại và đổi tên các cửa hàng Mitre 10 ở Griffith, Kempsey, Randwick, Wodonga, cũng như Magnet Mart ở Griffith và một cửa hàng Mitre 10 Mega ở Modbury, South Australia. Vào năm 2009, Bunnings được Ủy ban Cạnh tranh và Người tiêu dùng Úc (ACCC) cho phép mua lại các cửa hàng Mitre 10, sau khi xác định rằng việc mua lại này không ảnh hưởng đáng kể đến cạnh tranh trên thị trường tương ứng.

### Những năm 2010
Theo thời gian, một số cửa hàng Bunnings nhỏ hơn dần dần đã bị đóng cửa. Tuy nhiên, vào năm 2015, sáu cửa hàng mới đã được mở ở Victoria, chủ yếu là ở các thị trường vùng đất nhỏ và khu vực nội ô.

### Những năm 2020
Vào giữa năm 2020, Bunnings thông báo sẽ đóng cửa bảy cửa hàng tại New Zealand ở Ashburton, Hornby, Hastings, Cambridge, Rangiora, Te Awamutu và Putāruru do tác động của đại dịch toàn cầu COVID-19, dẫn đến mất đi 145 công việc. Sau đó, Bunnings còn lại 41 cửa hàng tại New Zealand, trong đó có 12 cửa hàng ở Auckland.
Ở Úc, Bunnings không thành công trong việc thuyết phục chính phủ bang Victoria miễn trừ 168 cửa hàng của họ khỏi việc đóng cửa trong giai đoạn hạn chế Melbourne lần thứ hai do đại dịch COVID-19. Tuy nhiên, công ty được phép tiếp tục thực hiện đơn hàng trực tuyến và sau đó, do nhu cầu tiếp tục gia tăng mặc dù có những hạn chế ở khắp đất nước, kinh doanh trực tuyến của họ đã mở rộng và phát triển.
Vào năm 2021, ACCC đã quyết định việc mua các cửa hàng Beaumont Tiles sẽ không làm giảm cạnh tranh vì Bunnings hiện không tham gia mạnh mẽ trong lĩnh vực này. Bunnings đã tuyên bố sẽ tiếp tục vận hành Beaumont Tiles như cách hiện tại với đội ngũ quản lý hiện tại.
Vào tháng 11 năm 2021, cả Bunnings và Officeworks đã hợp tác với chương trình khách hàng trung thành Flybuys để cho phép khách hàng tích điểm tại cả hai cửa hàng.

## Hoạt động

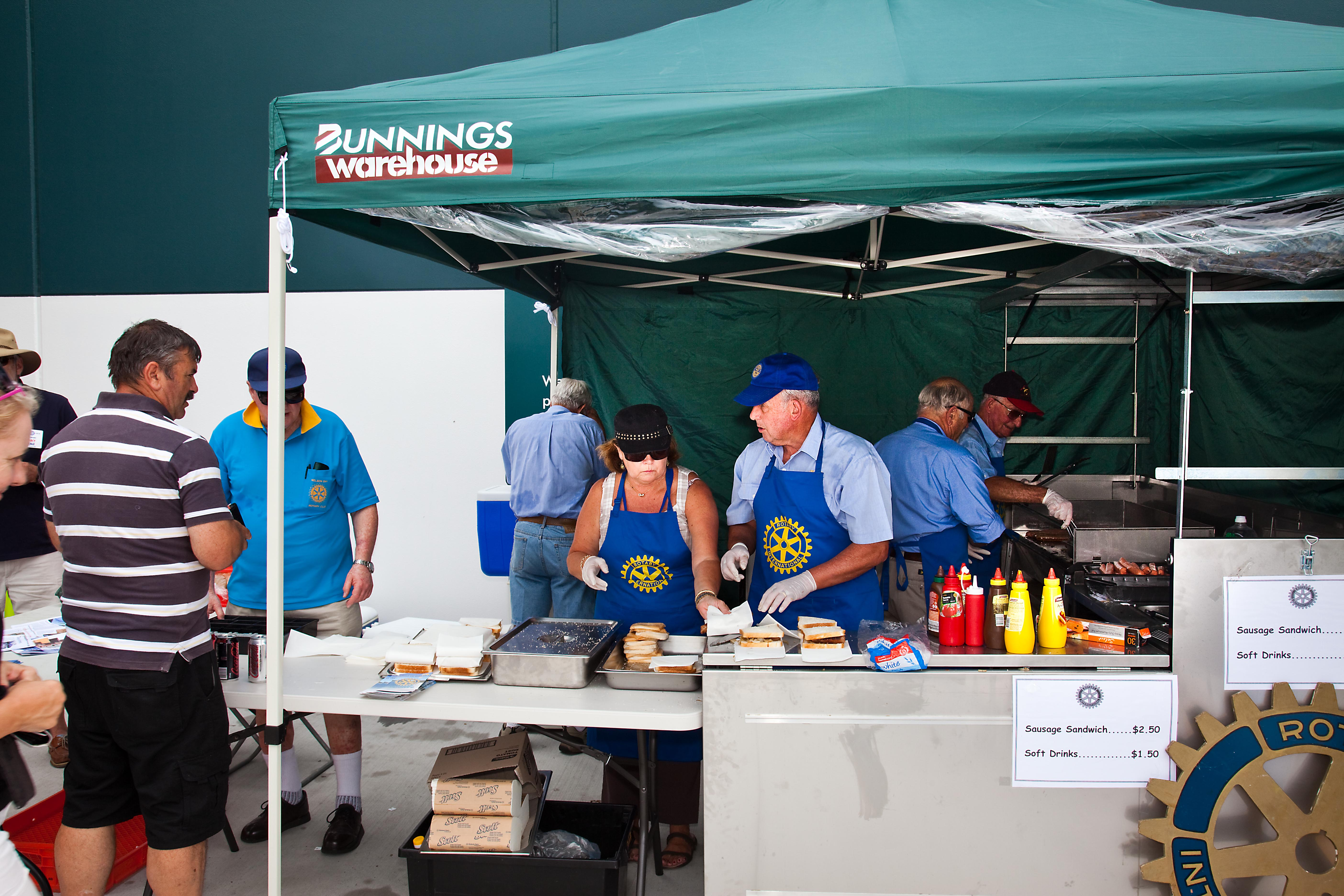
Buổi nướng lẩu xúc xích của Bunnings do Rotary Club tại Nelson Bay tổ chức.

Có ba loại cửa hàng Bunnings: Bunnings Small-format Store (Cửa hàng nhỏ), Bunnings Warehouse (Kho Bunnings) và Bunnings Trade Centre (Trung tâm thương mại Bunnings). Các cửa hàng "Bunnings" nhỏ hơn có sẵn một loạt sản phẩm phần cứng hạn chế, trong khi các cửa hàng "Kho Bunnings" lớn hơn cung cấp đầy đủ sản phẩm phần cứng và vật liệu làm vườn, bao gồm cây cảnh. Định dạng "big box" chiếm 167 cửa hàng trong tổng số 280 cửa hàng của mạng lưới.
Bunnings Warehouse cung cấp nhiều dịch vụ bổ sung, cả trong nhà và trong cửa hàng. Dịch vụ trong nhà chủ yếu bao gồm lắp đặt, lắp ráp, báo giá và tư vấn cho nhiều sản phẩm khác nhau. Các dịch vụ trong cửa hàng bao gồm cho thuê công cụ, tra cứu phụ tùng, phù điêu màu sắc, cắt chìa khóa, kiểm tra nước hồ bơi và đổi chất gas.
Bunnings cũng tổ chức các buổi hướng dẫn tự làm cho trẻ em trong cửa hàng, cũng như dành cho các nhóm khác như trường học, viện dưỡng lão và bệnh viện. Nhân viên của Bunnings sẵn sàng hỗ trợ các nhóm cộng đồng trong các dự án tự làm.

### Buổi nướng xúc xích
Vào cuối tuần (và một số cơ sở trong tuần), cửa hàng Bunnings thường tổ chức buổi nướng xúc xích và bánh quy để ủng hộ các nhóm cộng đồng và các hoạt động từ thiện. Điều này đã trở thành một phần không thể thiếu trong thương hiệu Bunnings Warehouse và trở thành biểu tượng văn hóa của Úc.
Năm 2018, giám đốc điều hành Debbie Poole đã gây tranh cãi công khai khi đề xuất "đặt hành phi dưới xúc xích để tránh hành rơi ra và gây nguy hiểm trơn trượt". Cô khẳng định rằng điều này sẽ không "ảnh hưởng đến hương vị thơm ngon hoặc cảm giác tuyệt vời khi bạn ủng hộ các nhóm cộng đồng địa phương".

### Tài chính
Trong năm tài chính 2020-2021, Bunnings thông báo doanh thu là 16,871 tỷ đô la Úc, tăng 12.5% so với năm tài chính 2019-2020, khi Bunnings thông báo doanh thu là 14,999 tỷ đô la Úc.

## Vương quốc Anh và Ireland

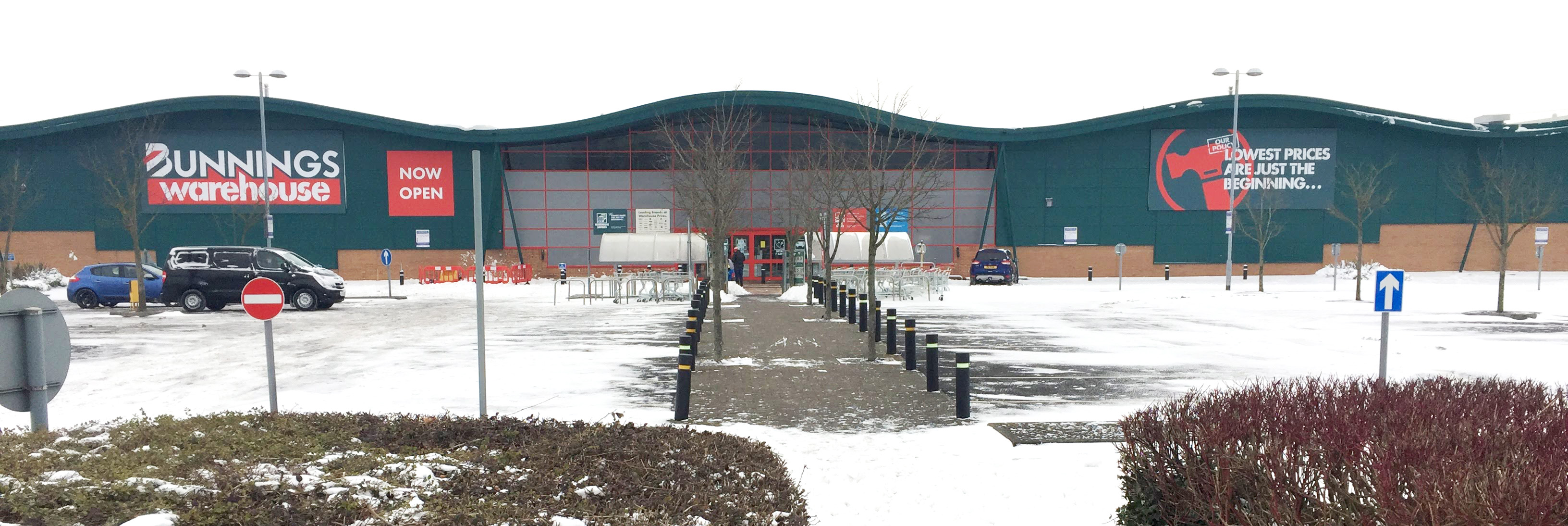
Cửa hàng Bunnings Warehouse ở Worle, một cửa hàng Homebase được chuyển đổi dưới sở hữu của Wesfarmers.

Vào tháng 2 năm 2016, công ty mẹ của Bunnings là Wesfarmers đã mua chuỗi cửa hàng vật liệu xây dựng Homebase có trụ sở tại Vương quốc Anh với giá 340 triệu bảng Anh. Kế hoạch ban đầu là đổi tên 265 cửa hàng của chuỗi này ở Vương quốc Anh và 15 cửa hàng ở Ireland thành Bunnings trong vòng 5 năm. Cửa hàng Bunnings đầu tiên tại Vương quốc Anh được mở vào cuối tháng 1 năm 2017 tại St Albans, muộn hơn 4 tháng so với kế hoạch ban đầu để đảm bảo mô hình đã được thích hợp với công chúng ở Vương quốc Anh. Công ty dự định sử dụng cửa hàng đó làm mô hình thử nghiệm trước khi điều chỉnh và mở rộng ở khu vực này. Vào tháng 4 năm 2017, họ đã mua một cửa hàng trước đây của B&Q ở Folkestone để trở thành cửa hàng Bunnings thứ năm ở Vương quốc Anh.
Vào ngày 25 tháng 5 năm 2018, sau khi ghi nhận số lỗ liên tiếp, Wesfarmers đã bán hoạt động Bunnings/Homebase ở Vương quốc Anh và Ireland cho Hilco với giá 1 bảng Anh. 24 cửa hàng đã được đổi tên thành Bunnings sau đó trở lại mang tên Homebase, và sau đó một số cửa hàng đã đóng cửa theo một thoả thuận tự nguyện của công ty. Thất bại của Bunnings ở Vương quốc Anh và Ireland đã được xem là "thương vụ mua lại bán lẻ thảm họa nhất từ trước đến nay tại Vương quốc Anh".

## Thương hiệu của cửa hàng
Các thương hiệu riêng của Bunnings bao gồm:
- Click: Thiết bị điện và phụ kiện (Úc và New Zealand)
- Matador: Lò nướng và phụ kiện
- Saxon: Sản phẩm làm vườn và cảnh quan

Eiger Electrical: Thiết bị điện và phụ kiện (Vương quốc Anh và Ireland)